# Вільгельм Хаферкамп
Вільгельм Хаферкамп (нім. Wilhelm Haferkamp; 1 липня 1923, Дуйсбург — 17 січня 1995, Брюссель) — німецький політичний діяч, працівник Європейської комісії.
Народився у Дуйсбургі, Німеччина, був членом соціал-демократичної партії Німеччини. Був призначений до Європейської комісії урядом Західної Німеччини у 1967 році та обіймав ряд посад, включаючи посаду віце-президента до 1985 року.
Помер 17 січня 1995 року у Брюсселі.
У Комісії Рея з 1967 року обіймав посаду комісара з питань енергетики. Потім його повноваження були розширені з додаванням питань регулювання внутрішнього ринку у 1970 році у складі Комісії Мальфатті та Комісії Мансголта до 1973 року, коли він призначений до Комісії Ортолі як комісар з економіки, фінансів, кредиту та інвестицій. Його останньою посадою була посада комісара із зовнішніх зв'язків, яку він обіймав до 1985 року під керівництвом комісарів Дженкінса та Торна.